# أوريليو ساكو فيرتيز
أوريليو ساكو فيرتيز (بالإسبانية: Aurelio Saco Vértiz)‏ هو لاعب كرة قدم بيروفي في مركز ظهير ‏، ولد في 30 مايو 1989 في ميامي في الولايات المتحدة. لعب مع سيينسيانو ونادي يونيفرسيتاريو.

## وصلات خارجية
- أوريليو ساكو فيرتيز على موقع قاعدة بيانات كرة القدم.إي يو (الإنجليزية)
- أوريليو ساكو فيرتيز على موقع Soccerway.com (الإنجليزية)